# Eogammarus ryotoensis
Eogammarus ryotoensis is een vlokreeftensoort uit de familie van de Anisogammaridae. De wetenschappelijke naam van de soort is voor het eerst geldig gepubliceerd in 1940 door Uéno.